# Extinció de la humanitat
L'extinció de la humanitat és la possibilitat que l'espècie humana desaparegui. S'han formulat hipòtesis sobre com podria passar aquest esdeveniment. La majoria de visions són catastrofistes (escenaris de risc de catàstrofe global), en contrast amb els que creuen que els humans desapareixeran perquè es crearà una nova raça híbrida amb tecnologia, una variant de l'evolució natural, o amb els que pensen que aquesta extinció és desitjable, com els membres del Moviment per l'Extinció Humana Voluntària. Per acabar hi ha qui pensa que l'extinció es deurà a la simple selecció natural quan surtin altres animals més aptes, com ha passat amb altres homínids.
Stephen Hawking afirmà el 2017 que si els humans no abandonen el planeta Terra en menys de 100 anys (l'any 2117 aproximadament) s'extingiran.

## Extinció per afectació del planeta
Una catàstrofe natural, com un super-volcà o un tsunami gegant, podria acabar amb les condicions de vida de moltes espècies, entre elles els humans. Les amenaces poden venir de l'exterior, en forma d'impacte de meteorits i altres astres o, més endavant, de la fi del Sol seguint el cicle natural de les estrelles, que faria impossible tota forma de vida. Fins i tot es planteja la possibilitat d'invasió d'extraterrestres hostils.
En alguns casos, si es preveu la col·lisió còsmica, es podrien enviar humans fora de la Terra si l'astronàutica s'ha desenvolupat com per permetre viatges viables. Aquestes persones podrien viure a grans naus limitant el seu creixement o bé trobar un altre planeta o astre habitable.
Experiments científics com els acceleradors de partícules podrien crear involuntàriament alteracions a gran escala, amb radiacions, petits forats negres o similars que canviarien les condicions de supervivència.
Si augmenta la temperatura quatre graus centígrads o més, l'extinció és molt probable. La causa d'aquest seria el canvi climàtic.

## Extinció de l'espècie
La majoria d'escenaris que inclouen la desaparició només de l'espècie humana preveuen que l'esdeveniment tingui origen precisament entre els humans, per exemple amb l'esclat de la Tercera Guerra Mundial. Si es desencadena un conflicte amb ús abundant de la bomba atòmica, la radiació podria contaminar les fonts d'aliment i crear-se un hivern nuclear, escenari ja projectat per la ciència-ficció, que portés a la reducció massiva dels humans o a la seva destrucció total. Una altra possibilitat és que una pandèmia especialment violenta mati totes les persones, sigui el virus o bacteri d'origen humà o una mutació natural dels existents.
La superpoblació i la falta de formes d'energia pot portar a un estat de declivi de la civilització (teoria d'Olduvai) que a la llarga podria acabar amb l'espècie per manca d'adaptació al medi. Relacionat amb l'ús de l'energia, el canvi climàtic podria arribar a fer inviable la vida per als humans, però no per a altres éssers més resistents.
Una alteració genètica deguda a un patogen podria alterar la capacitat reproductiva de les dones i així anar eliminant progressivament l'espècie.
Cheong i Jones explicaren en un assaig escrit i publicat en el context de la pandèmia per coronavirus de 2019-2020 que hi havia quatre factors que si no es mitigaven implicarien l'extinció de la humanitat, tots quatre responsabilitat dels propis humans: la sobrepoblació humana, la globalització, la hiperconnectivitat i la centralització extrema i els reduïts nombres de les fràgils cadenes de subministrament.

## Preparació psicològica davant l'extinció humana
Hi ha persones que creuen que ja és inútil lluitar contra el canvi del clima que causaria l'extinció, fent que apareguera el Moviment de l'Extinció a Terme Proper. Una exactivista contra el canvi climàtic i un senador de Califòrnia en són exemples.
El Moviment de l'Extinció a Terme Proper fou anomenat per un professor científic retirat, Guy McPherson.